# Kollam

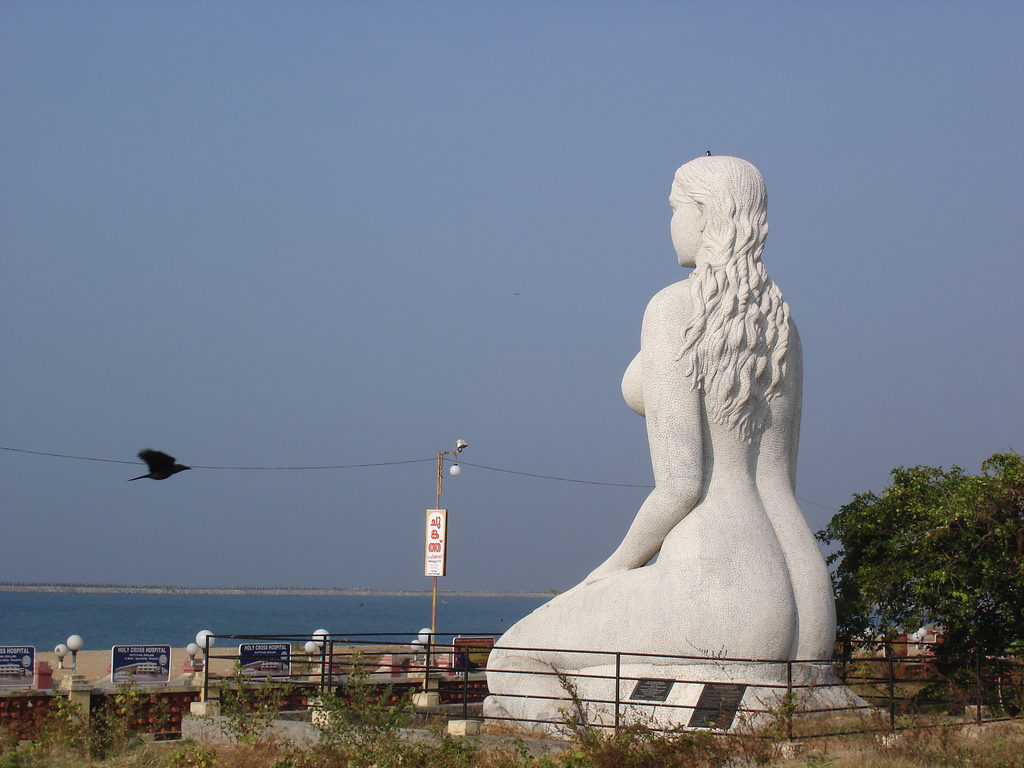
Naga syrena na plaży w Kollam.

Kollam (ml. കൊല്ലം, pt. Quilon) – miasto i dystrykt w południowych Indiach, w stanie Kerala, nad Morzem Arabskim, na Wybrzeżu Malabarskim. Dystrykt zamieszkuje około 2,6 mln mieszkańców z czego około 360 tysięcy w jego stolicy.

## Historia
Kollam, dawniej Desinganadu, już w starożytności było znanym punktem handlowym. Muhammad Ibn Battuta wspomina o nim jako o jednym z ważniejszych portów odwiedzonych przez niego. Kollam prowadziło ożywioną wymianę handlową z Chinami jak również było głównym miejscem chińskiego osadnictwa w Indiach.
W 1502 Portugalczycy, jako pierwsi europejczycy, założyli w Kollam faktorię. W ich ślady poszli Holendrzy i w 1795 Brytyjczycy.

## Demografia
Według spisu ludności z 2001, w mieście Kollam mieszka 361 441 osób, z czego	177 586	 to mężczyźni a 183,855 — kobiety. Współczynnik feminizacji jest równy 103,5. Dzieci poniżej szóstego roku życia to 11% (39 427) populacji przy współczynniki feminizacji dla tej grupy wiekowej równym 94,8. Analfabetyzm wśród mieszkańców Kollam wynosi 18% podczas gdy w całych Indiach jest on równy 35%. Wśród mężczyzn analfabetów jest 16%, natomiast wśród kobiet 20%.
Dystrykt Kollam zamieszkuje 2 585 208 osób, z czego na 100 mężczyzn przypada 101,2 kobiet. Analfabetyzm w całym dystrykcie jest  niższy niż w jego stolicy i wynosi 9%. 65% mieszkańców dystryktu wyznaje hinduizm, 18% islam a 16% chrześcijaństwo.